# Vino de Canadá

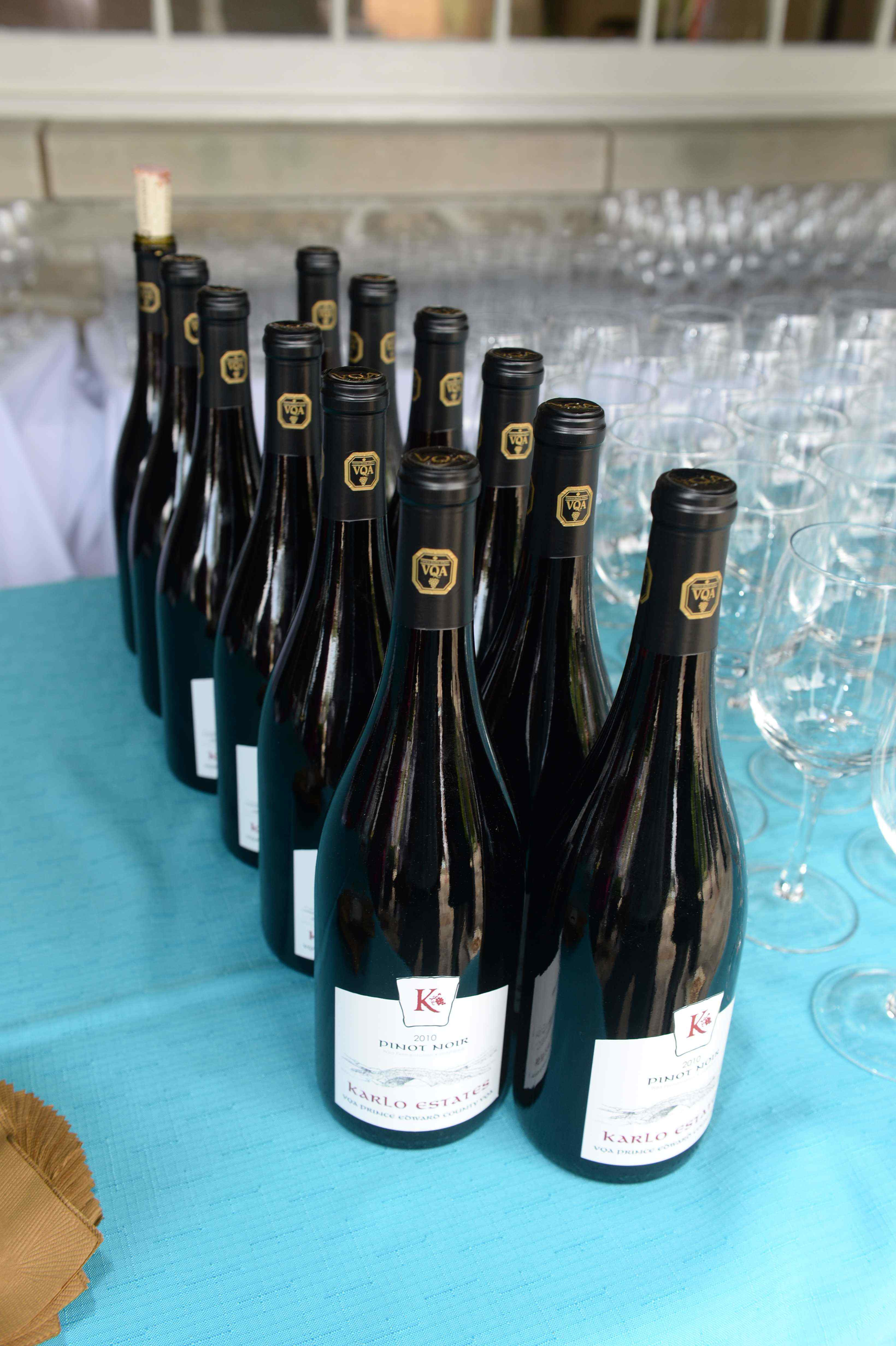
Botellas de vino canadiense

El vino canadiense es el vino producido en Canadá. Ontario y Columbia Británica son las dos mayores provincias productoras de vino en Canadá, con dos tercios de la superficie de viñedos canadienses ubicada solamente en Ontario. Sin embargo, también existen regiones vitivinícolas en otras provincias, como Alberta, Quebec, Nuevo Brunswick, Nueva Escocia y la Isla del Príncipe Eduardo.
En 2015, Canadá produjo 56,2 millones de litros de vino, de los cuales el 62% provino de la provincia de Ontario. La segunda provincia vitivinícola más grande, Columbia Británica, representa el 33% de la producción vinícola canadiense. Entre 2006 y 2011, el 68% de las exportaciones de vino canadiense provinieron de bodegas de Ontario; el 14% de las exportaciones provinieron de Columbia Británica, el 12% de Quebec y el 6% de Alberta.
Los vinos de hielo se pueden producir con fiabilidad en la mayoría de las regiones vinícolas canadienses. Como resultado, Canadá es el principal productor mundial de vino de hielo, con más vino de hielo producido en Canadá que en todos los demás países juntos. Más del 90% del vino de hielo canadiense proviene de Ontario, con producciones también en Columbia Británica, Quebec y Nueva Escocia. Además de los vinos de uva tradicionales y los vinos de hielo, el país también alberga varias bodegas de vinos de fruta y de hidromielería, ubicadas en provincias como Alberta, Saskatchewan y Manitoba, cuyo clima local no es favorable para la producción de uva.

## Historia

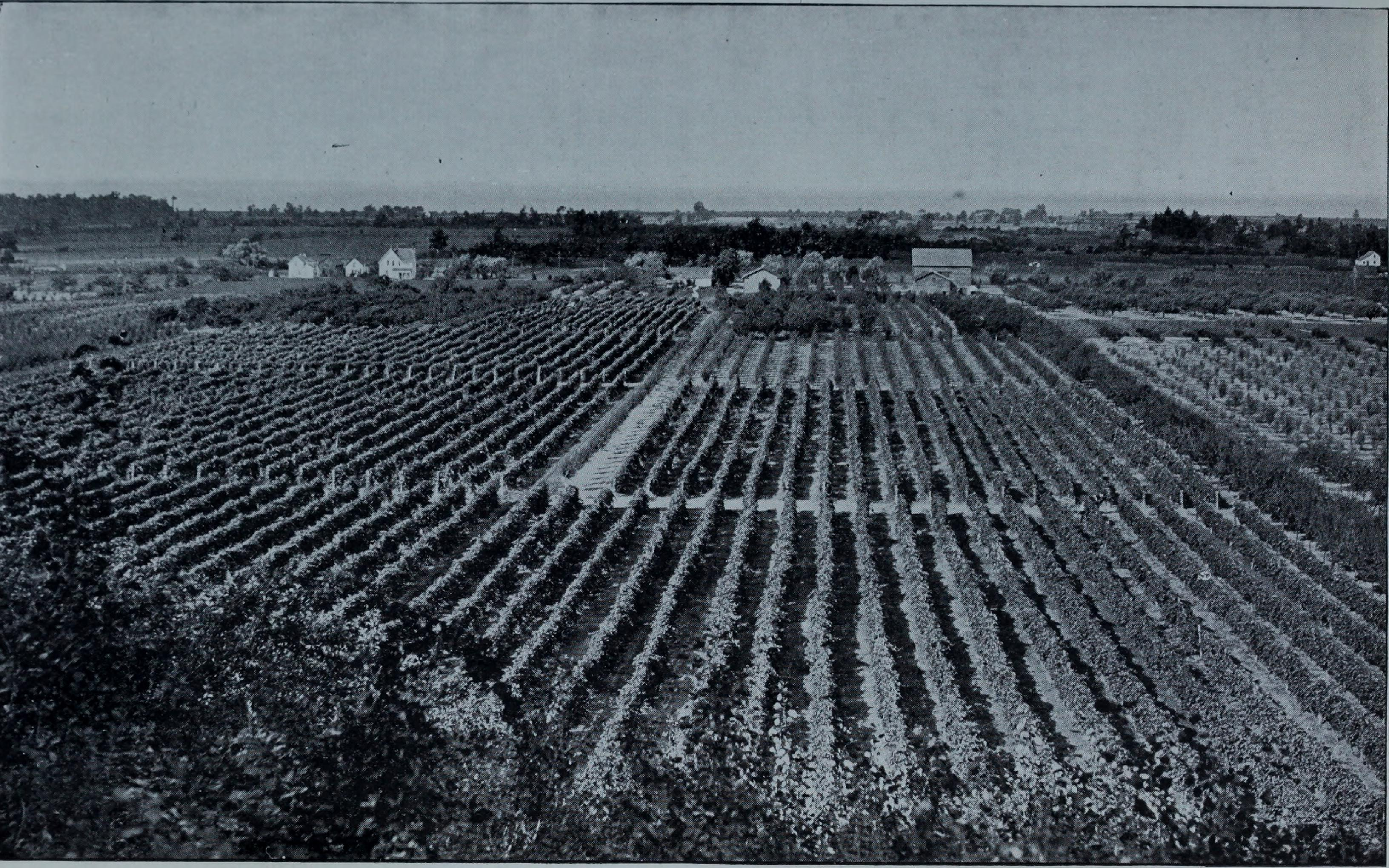
Un viñedo en Canadá en 1905. La primera bodega comercial se inauguró en Canadá a mediados del siglo XIX.

El vino canadiense se produce desde hace más de 400 años. En 1611, Louis Hérbert plantó un viñedo en la ladera cerca de lo que hoy es Bear River, Nueva Escocia. Él y otros colonos intentaron cultivar uvas Vitis vinifera europeas, pero con escaso éxito. Consideraron necesario centrarse en las especies autóctonas Vitis labrusca y Vitis riparia, junto con diversos híbridos. Sin embargo, el mercado para estos vinos era limitado debido a su peculiar sabor. Sin embargo, esto se hizo menos evidente cuando el jugo se convirtió en vinos de estilo oporto y jerez . En 1866, se inauguró la primera bodega comercial en Canadá, situada en la isla Pelee, Ontario.
El término "mezcla doméstica internacional" se refiere al vino de bodegas canadienses, cuyo mosto de uva proviene total o parcialmente de fuera de Canadá. Las bodegas canadienses existentes en 1994 pueden importar mosto de uva prefermentado de otros países y utilizarlo para producir vino con sus propias marcas. La cantidad máxima de vino extranjero utilizada en estos vinos depende de la provincia de origen; algunas provincias exigen una cantidad mínima de uvas locales para que se considere un vino de mezcla doméstica internacional. En Ontario, el 30 % de las uvas del vino de mezcla doméstica internacional debe provenir de productores locales. Por el contrario, Columbia Británica no estipula el uso de uvas locales en la producción de sus vinos de mezcla doméstica internacional.
A finales de 2009, surgieron críticas locales e internacionales contra esta práctica y contra la Junta de Control de Bebidas Alcohólicas de Ontario (LCBO). Los viticultores de Ontario comenzaron a protestar contra esta práctica, considerándola una amenaza para su sustento, alegando que miles de toneladas de uvas canadienses se pudren en la vid porque los productores utilizan uvas importadas para elaborar vino etiquetado como "canadiense". Los productores de vino que no utilizan la denominación mezcla doméstica internacional criticaron esta práctica, alegando que mancha la reputación de los vinos canadienses y engaña a los consumidores. Los productores y viticultores de Canadá han solicitado al gobierno varios cambios en estas prácticas, como aclarar el origen de las uvas en la etiqueta del vino y aumentar la visibilidad de los vinos 100 % canadienses producidos por miembros de la Alianza de Calidad de Viñateros (VQA) en las licorerías provinciales. En agosto de 2009, las tiendas de LCBO de Ontario ofrecían menos del 2,5 por ciento de vino canadiense producido por miembros de VQA, y la gran mayoría de sus vinos se producían bajo la denominación "mezcla doméstica internacional" con hasta un 70 por ciento de uvas extranjeras.
En marzo de 2018, la Agencia Canadiense de Inspección de Alimentos anunció la sustitución de la denominación "Mezcla Internacional Canadiense" (que había sustituido la denominación original "Bodega en Canadá") por dos nuevas denominaciones, que dependen de la cantidad de vino extranjero mezclado con el producto. Los productos elaborados principalmente con uvas extranjeras se denominan "Mezcla internacional de vinos importados y nacionales"; mientras que los vinos principalmente nacionales que contienen uvas extranjeras se denominan "Mezcla internacional de vinos nacionales e importados".

## Mercado

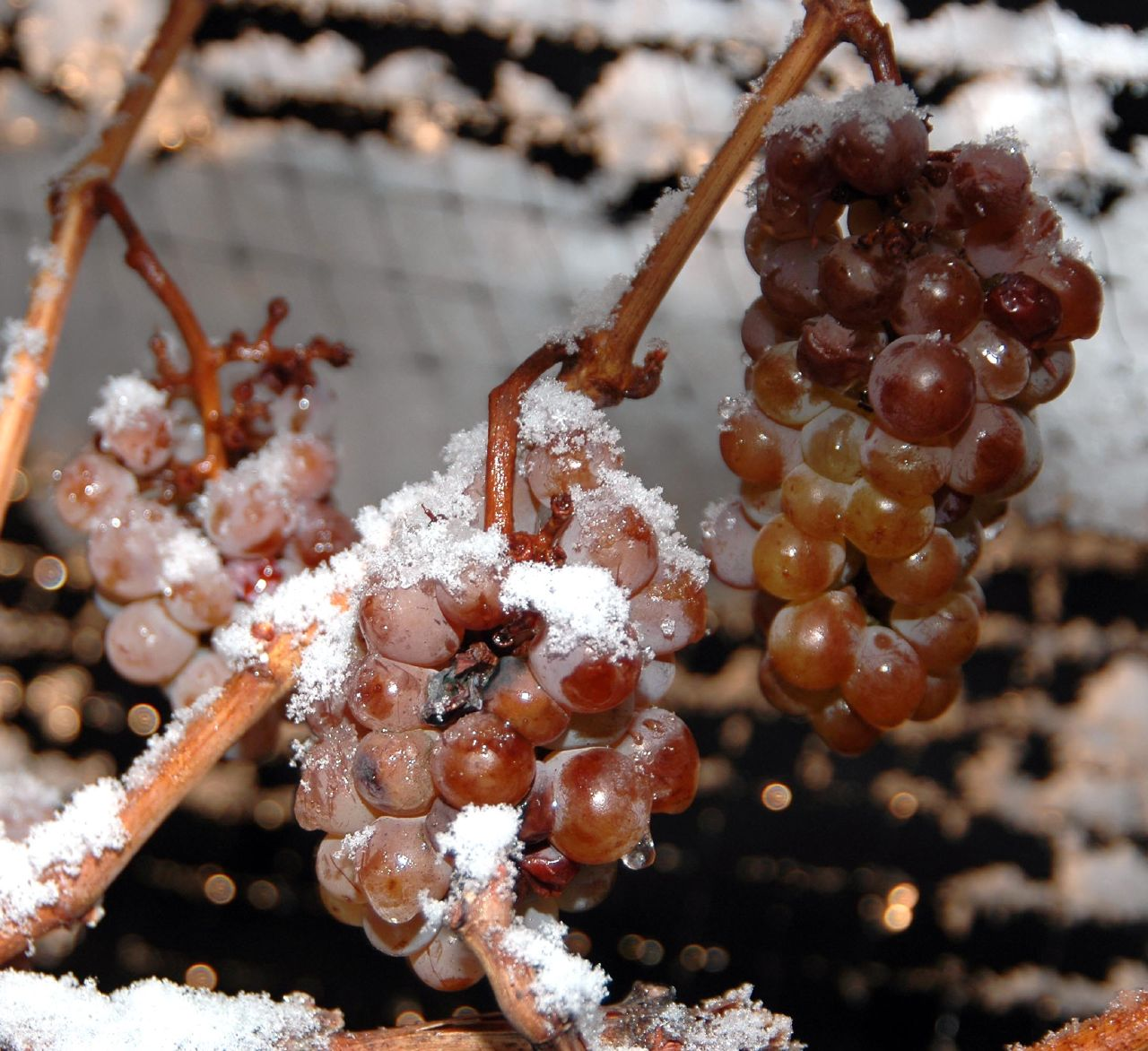
Las uvas de una bodega de Niágara se congelan, un proceso que permite la elaboración de vino de hielo. Las bodegas de Ontario constituyen la mayor parte de las exportaciones canadienses de vino de hielo.

En 2015, la provincia de Quebec era el mayor consumidor de vino de Canadá, con un consumo promedio de 23 litros por habitante al año. Sin embargo, los vinos canadienses representan menos del 50% del mercado vitivinícola canadiense, lo que convierte a Canadá en uno de los pocos países productores de vino donde los vinos de producción nacional no tienen una participación dominante. El vino, en general, ha ido aumentando su cuota de mercado frente a otras bebidas alcohólicas (como la cerveza y las bebidas destilados). Desde finales de la década de 1990, la cuota de mercado del vino ha aumentado del 21% al 28% y, desde 2007, las ventas de vino han aumentado un 9,5%, alcanzando los 5 000 millones de dólares canadienses.
A nivel internacional, en 2017, las bodegas canadienses exportaron 2,1 millones de litros de vino (valorados en 39,6 millones de dólares canadienses), lo que representa el 0,1% de las exportaciones mundiales. Los principales mercados de exportación del vino canadiense son China, Estados Unidos, Corea del Sur, Países Bajos y Japón. Entre 2006 y 2011, el 68% de las exportaciones de vino canadiense provinieron de bodegas de Ontario; el 14% de las exportaciones se originaron en Columbia Británica, el 12% en Quebec y el 6% en Alberta.
El vino de hielo es un importante producto de exportación para las bodegas canadienses. Ontario es el mayor exportador de vino de hielo, con un valor de 21,3 millones de dólares canadienses, seguido de Columbia Británica, con 3,2 millones de dólares canadienses. La mayoría del vino de hielo exportado a Francia y Suiza proviene de Ontario y Quebec. Por otro lado, la mayor parte del vino espumoso canadiense importado en Suiza proviene de Columbia Británica.

## Producción

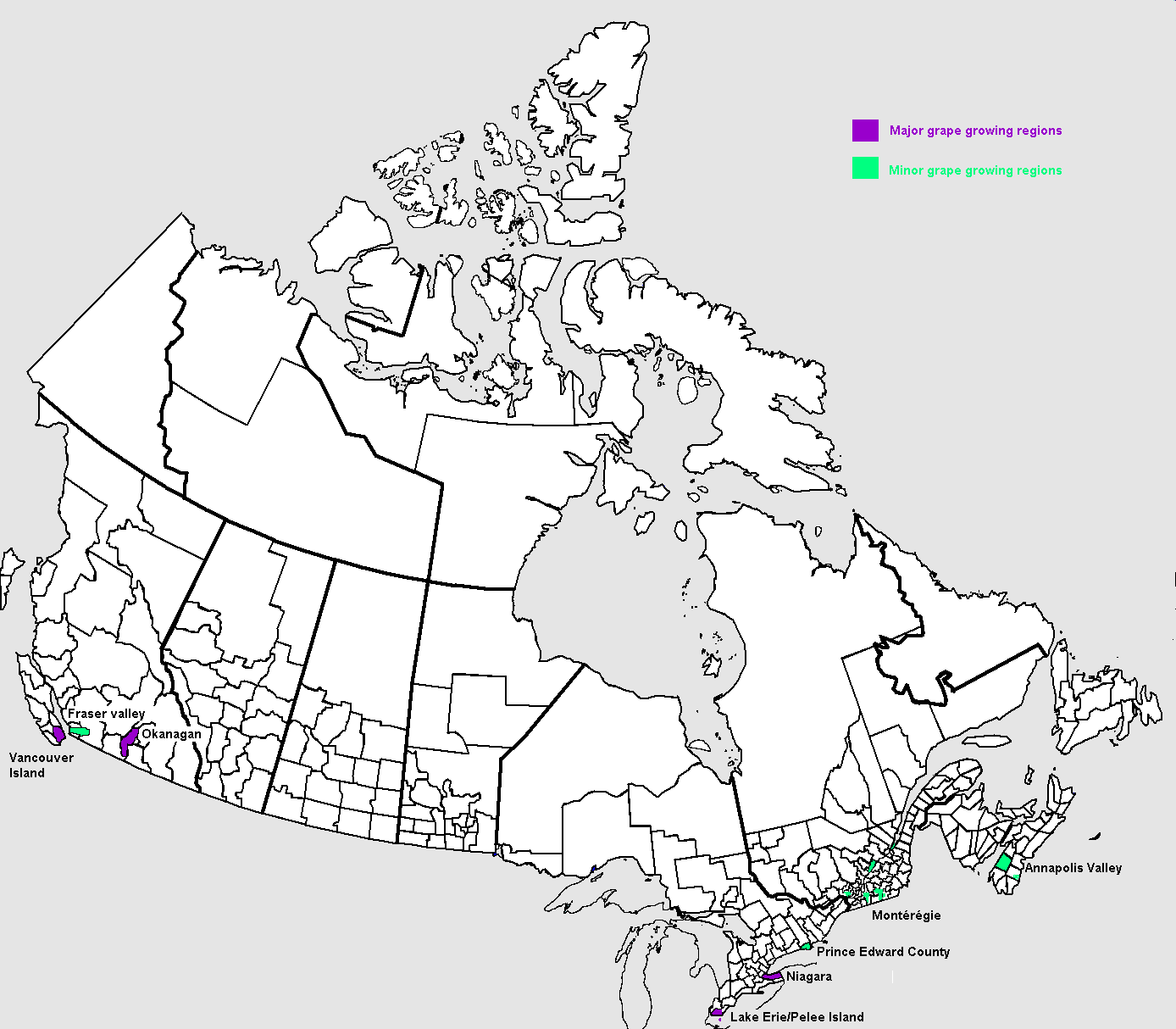
Regiones vinícolas de Canadá en 2006.

En 2015, Canadá produjo 56,2 millones de litros de vino, el 62% de los cuales provino de Ontario. La segunda provincia vitivinícola más grande, Columbia Británica, representa el 33% de la producción vinícola canadiense. En particular, Canadá es el mayor productor de vino de hielo, con un volumen mayor que el de todos los demás países juntos. El vino de hielo se elabora en todas las regiones vinícolas de Canadá, aunque la mayor parte del vino de hielo canadiense se produce en Ontario, cuyas bodegas representan más del 90% de la producción canadiense.

Hacia 2015, se registraban 548 bodegas en Canadá, repartidas en 12 150 hectáreas (30 023,3 acre). Ontario posee la mayor superficie de viñedos de Canadá, con 150 viñedos repartidos en unas 6 900 hectáreas. Hay tres zonas vitivinícolas designadas por la VQA en Ontario: la península del Niágara (que incluye diez subdenominaciones diferentes), el condado de Prince Edward y la costa norte del lago Erie. También se pueden encontrar industrias vitivinícolas pequeñas pero de rápido crecimiento en las regiones de los condados de Lambton y Huron, en el suroeste de Ontario. Vitis vinifera es la vid más común cultivada en los viñedos de Ontario, con un enfoque en el cultivo de Chardonnay, Riesling, Pinot Noir y Cabernet Franc.

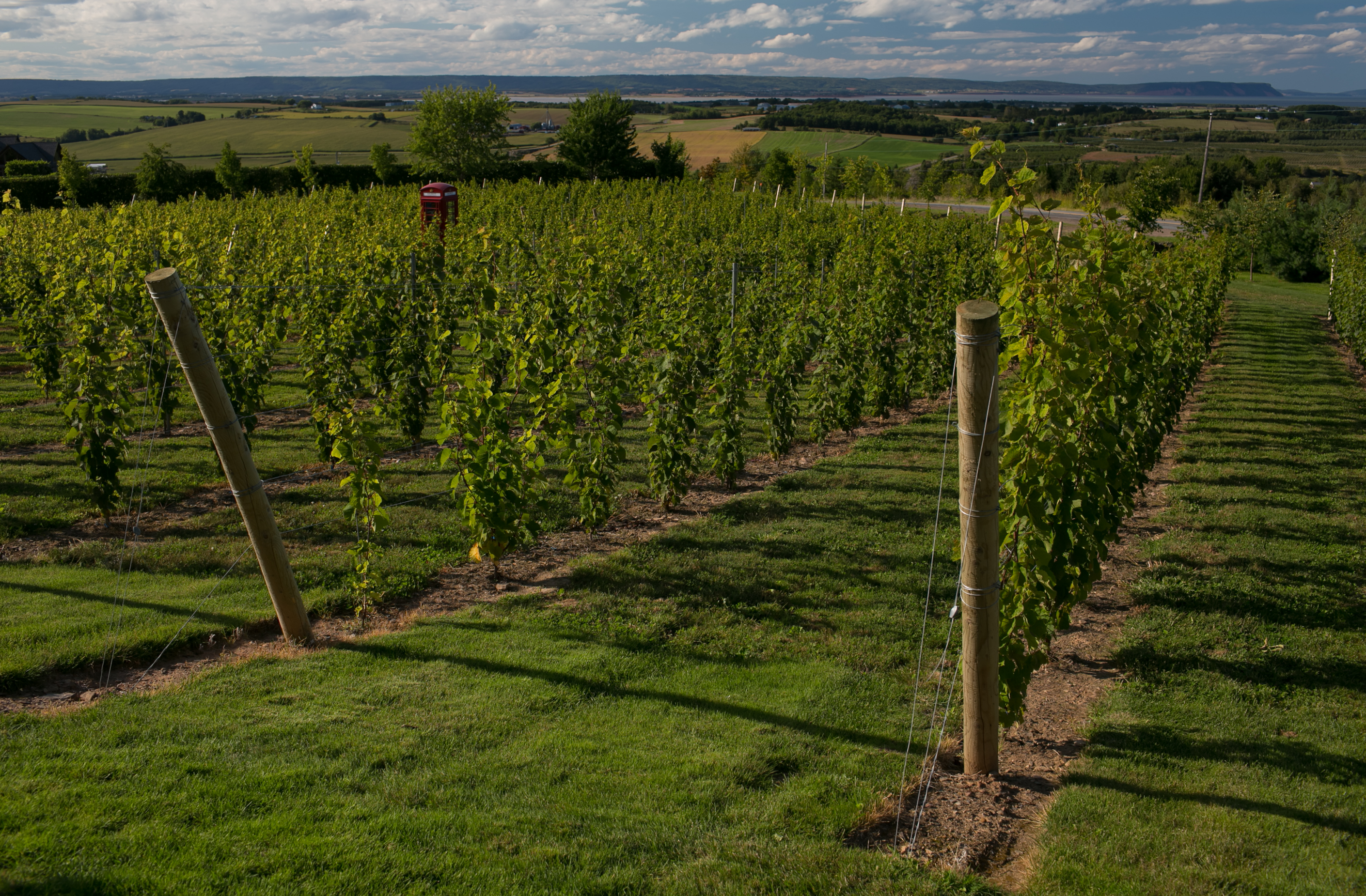
Un viñedo en Gaspereau, Nueva Escocia.

 Columbia Británica contaba con 240 bodegas a 2015, distribuidas en 4 152 hectáreas. Las bodegas en Columbia Británica cultivan principalmente vitis vinifera, siendo las uvas más plantadas Chardonnay, Merlot, Pinot Gris y Pinot Noir. Hay cinco regiones vitivinícolas designadas por la VQA en Columbia Británica: la isla de Vancouver, las islas del Golfo, el valle del Fraser, el valle de Similkameen y el valle de Okanagan.
En Quebec, se registraban en 138 bodegas en 2015, que administraban 808 hectáreas de viñedos en la provincia, los cuales  se ubican principalmente al norte y sureste de Montreal, así como en los alrededores de la ciudad de Quebec . Nueva Escocia contaba con 20 bodegas, que administran 290 hectáreas de viñedos en la provincia. Las áreas productoras de vino en la provincia se ubican principalmente a lo largo de las costas del estrecho de Northumberland, así como en el valle de Annapolis. La mayoría de las bodegas en Nueva Escocia están especializadas en la producción de vino espumoso.